# 李妃 (金世宗)
光献皇后李氏（12世纪？—1181年），中国金朝第五代皇帝金世宗的元妃，辽阳人，廣平郡襄簡王李石之女，金世宗母亲贞懿皇后的内侄女。郑王完颜允蹈、第七代皇帝卫绍王完颜允济、潞王完颜允德、韩国公主的生母。
豫王完颜允成的母亲昭仪梁氏早卒，金世宗命允成为李妃的养子。大定元年（1161年），封为贤妃。二年（1162年），进封贵妃。七年（1167年），进封元妃。世宗即位後，感念昭德皇后，不再立皇后。元妃比皇后低一等，在诸妃上。李石为尚书令。
大定二十一年（1181年）二月，金世宗到春水、长春宫。戊子日，李妃病故。二十八年九月，与贤妃石抹氏、德妃徒单氏、柔妃大氏，陪葬坤厚陵。泰和八年（1208年），卫绍王完颜允济即位，追谥母亲李妃为光献皇后，赠李妃弟李献可特进。完颜允济被杀後，贞祐三年（1215年）九月，李妃被削去皇后号。